# Qasr Azraq
Qasr al-Azraq (in arabo  قصر الأزرق‎?, "Castello blu") è una grande fortezza situata, oggi, nell'est della Giordania. Essa è uno dei castelli del deserto, ubicato nelle vicinanze della città di Azraq, circa a 100 km. da Amman.
Il suo valore strategico derivava dalla vicina oasi, unica fonte d'acqua in una vasta regione desertica. Il nome della fortezza e della città associata provenivano da questa. Gli antichi romani furono i primi a fare un uso militare di questo sito, che chiamavano Basie, e successivamente al suo centro venne edificata una moschea. Essa assunse la forma attuale dopo una vasta ristrutturazione ed espansione realizzata dagli Ayyubidi nel XIII secolo, utilizzando la pietra di una locale cava basalto che rende il castello più scuro rispetto alla maggior parte degli altri edifici della zona.
Più tardi, sarebbe stato utilizzato dalle forze armate dell'Impero ottomano durante il periodo in cui esso governò quell'area (XVII-XX secolo). Durante la rivolta araba, T.E. Lawrence fu ivi attivo nel 1917-18, un'esperienza che ha scritto nel suo libro I sette pilastri della saggezza. Il collegamento con la figura di Lawrence d'Arabia è stato uno dei principali poli di interesse del castello per i turisti.

## Architettura

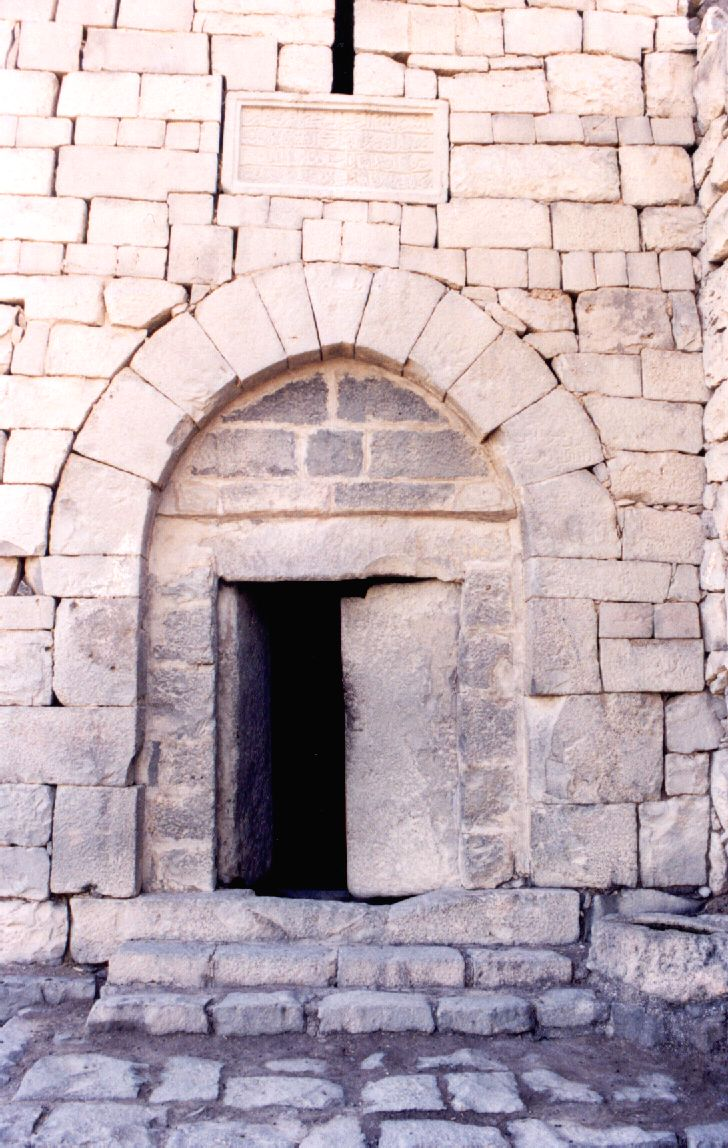
La porta di pietra

Il castello è costruito con la locale pietra nera basaltica e ha una forma pressoché quadrata, con circa 80 metri di lato. Le mura perimetrali racchiudono un ampio cortile centrale al centro del quale è situata una piccola moschea che risale ai tempi degli Omayyadi. Ad ogni angolo del muro esterno vi è una torre di forma oblunga. L'ingresso principale è composto da un unico massiccio battente in lastra di granito, che porta ad un vestibolo dove si può vedere scolpito nel pavimento un gioco da tavolo romano.
Anche se molto pesante - 1 tonnellata per ciascuna delle ante del cancello principale, 3 tonnellate per anta le altre - queste porte di pietra possono facilmente essere spostate, grazie ai cardini lubrificati da olio di palma. La scelta inusuale della pietra può essere spiegata dal fatto che non vi è, nelle vicinanze, alcuna disponibilità di legno, oltre a quello della palma, legno però molto morbido e non idoneo alla costruzione.

## Storia
L'importanza strategica del castello è quella di trovarsi nel bel mezzo dell'oasi di Azraq, l'unica fonte permanente di acqua in circa 12.000 km² di deserto. Diverse civiltà sono note per avere occupato il sito, per il suo valore strategico, in questa sperduta e arida zona desertica.
La zona fu abitata dai Nabatei ed intorno a circa l'anno 200 cadde sotto il controllo dell'Impero Romano. I Romani costruirono una struttura utilizzando il basalto locale, basalto che costituì la base per le costruzioni successive realizzate sul sito, una struttura che è stata utilizzata anche dai bizantini e dagli Omayyadi.
Qasr al-Azraq subì la sua ultima importante modifica nel 1237, quando 'Izz al-Din Aybak, un emiro ayyubide, ridisegnò e fortificò il castello. La fortezza, nella sua forma attuale, risale a questo periodo.
Nel XVI secolo gli Ottomani turchi vi impiantarono una guarnigione, e T. E. Lawrence (Lawrence d'Arabia) ne fece il suo quartier generale nel deserto durante l'inverno del 1917, durante la Grande Rivolta Araba contro l'Impero ottomano. Il suo ufficio era una stanza sopra il corpo di guardia dell'ingresso. Aveva un ulteriore vantaggio nella guerra moderna: il deserto piatto intorno era il luogo ideale per costruire un campo di aviazione.

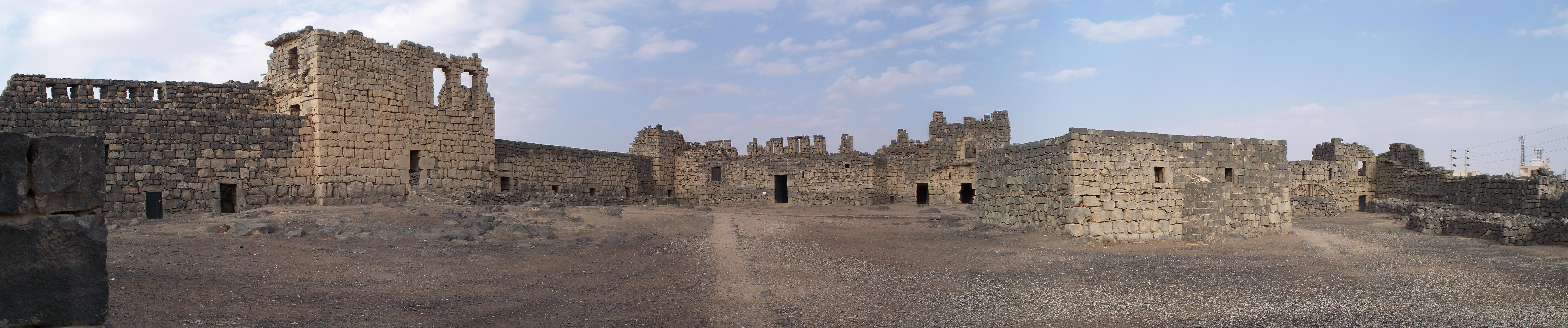
Rovine di Qasr Azraq

## Oggi
Qasr al-Azraq è spesso incluso in gite di un giorno da Amman verso i castelli del deserto. Insieme a Qasr al-Kharana e Qusayr Amra, tutti ad est della capitale, è raggiungibile grazie all'autostrada 40. I visitatori possono esplorare la maggior parte del castello, sia al piano di sopra che di sotto, ad eccezione di alcune sezioni chiuse, poiché la roccia è puntellata. C'è poco materiale interpretativo al momento.